# Xylocopa bruesi
Xylocopa bruesi är en biart som beskrevs av Cockerell 1914. Xylocopa bruesi ingår i släktet snickarbin, och familjen långtungebin. Inga underarter finns listade i Catalogue of Life.